# الجديدة (القطن)

تعديل مصدري - تعديل

الجديدة هي إحدى قرى عزلة القطن بمديرية القطن التابعة لمحافظة حضرموت، بلغ تعداد سكانها 134 نسمة حسب تعداد اليمن لعام 2004.